# Gare de Montauban-Ville-Bourbon
Gare de Montauban-Ville-Bourbon – stacja kolejowa położona w Montauban (departament Tarn i Garonna), w regionie Oksytania, we Franjci, na skrzyżowaniu linii Aubrais – Montauban (oś Paryż – Tuluza) i Bordeaux – Sète (oś Bordeaux – Marsylia).

## Dworzec

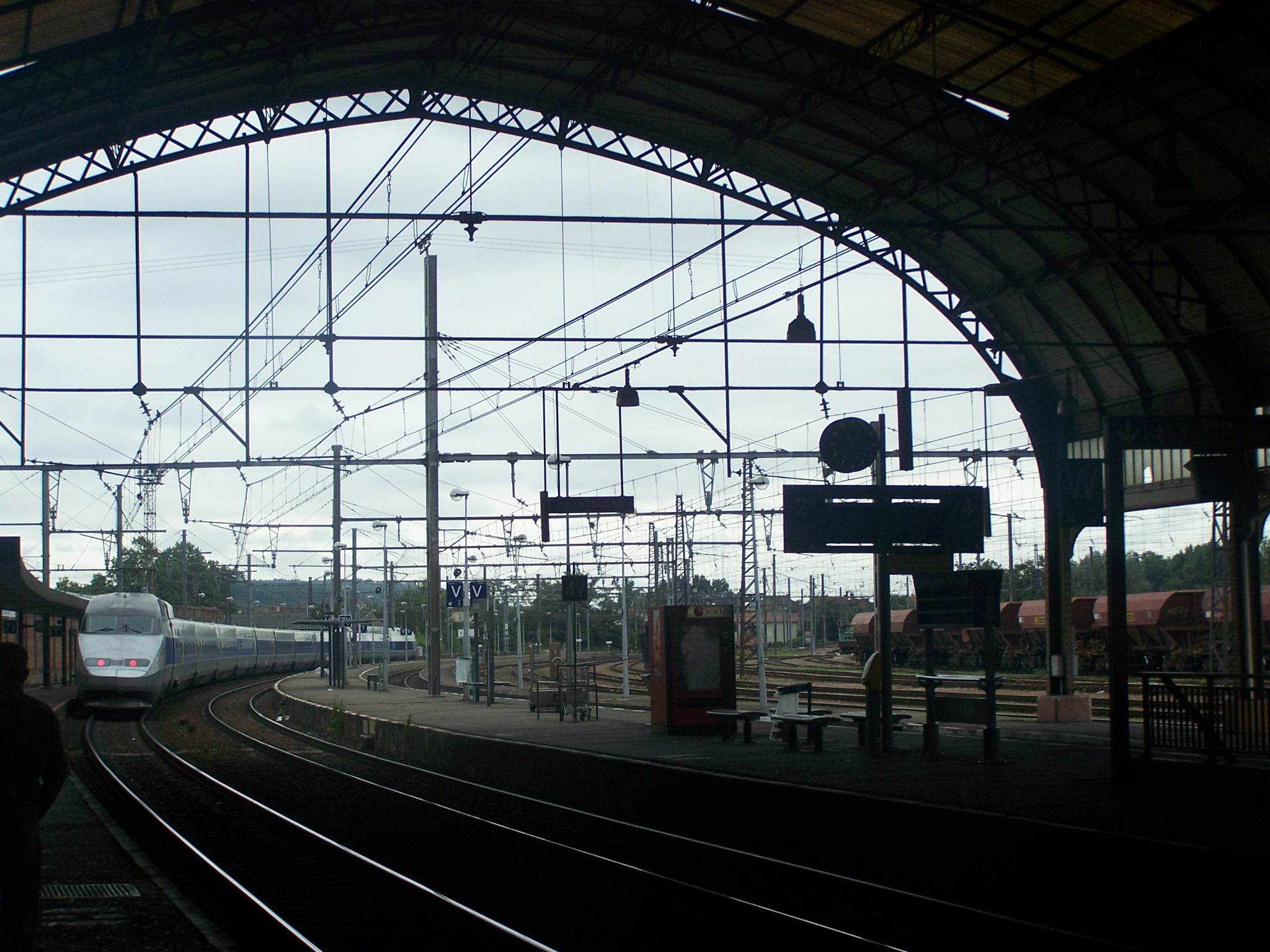
TGV Paryż – Tuluza

Stacja jest obsługiwane przez pociągi TGV, Corail Téoz, Corail Lunéa (linia z Paryża do Tuluzy).